# Robert Geens
Robert Geens est un ancien footballeur belge né le 29 novembre 1946 à Merksem.

## Biographie
Archétype du « clubman », Robert « Bob » Geens effectue toute sa carrière de joueur au sein de l'Antwerp où il prend sa première carte d'affiliation en 1955 juste avant d'avoir 7 ans.
Il ne quitte jamais le « Great Old » avec lequel il a tout connu, des grandes joies aux profondes déceptions.
Il fait ses débuts en équipe « Première » le 12 mars 1966 à l'âge de 19 ans et demi, lors d'un déplacement à St-Trond dans le cadre du championnat de D1 65-66.
Geens accompagne le club en Division 2 lorsque l'Antwerp est relégué pour la première fois de son histoire en 1968. Deux ans plus tard, il retrouve l'élite avec le club de son cœur.
Le 5 novembre 1972, il marque le premier de ses deux buts en championnat lors d'un déplacement au Cercle de Bruges (défaite 2-1). Le second goal est marqué le 20 mars 1979 lors d'une victoire (2-1) contre le Sporting de Charleroi. Geens est aussi crédité d'une réalisation le 18 octobre 1973 à l'occasion d'un succès (4-0) contre Puurs, en match amical.
Au milieu des années 1970, Geens est un des piliers du Great Old qui connaît une de ses dernières périodes dorées. Sous la conduite de Guy Thys, le club frôle deux années de suite le titre national et dispute une finale de Coupe de Belgique.
Geens joue son dernier match officiel pour l'Antwerp, le 11 mai 1980 en déplacement au Club Brugge KV (défaite 5-1).
La dernière apparition de Bob Geens sous le maillot de l'Antwerp a lieu le 22 août 1980 à l'occasion du centenaire du club et d'un match de gala contre le champion national brésilien Flamengo.

## Palmarès - Faits marquants
- 2x vice champion de Belgique en 1974 et 1975.
- Finaliste de la Coupe de Belgique en 1975.
- 1x vice champion de Division 2 belge en 1970.